# Domingo Valls
Domingo Valls, ook wel Domènec Valls (Tortosa, vóór 1350 – ca. 1409) was een Catalaans schilder, die eind 14e eeuw actief was aan het Hof van Aragon. Over het leven van Domingo Valls is vrijwel niets bekend. Waarschijnlijk leefde hij nog in 1409, toen de stad Tortosa aalmoezen schonk aan iemand met zijn naam.
Van Domingo Valls zijn verschillende werken uit de periode tussen 1366 en 1402 bekend. In totaal zijn ongeveer 30 werken van Valls bewaard gebleven, vooral altaarretabels of delen daarvan. De altaarretabels behoren in de meeste gevallen tot een van de drie hoofdcycli in zijn werk: de Petruscyclus, de Michaëlcyclus of de Mariacyclus. In de kerk van de stad Albocàsser schilderde hij een altaarstuk van Johannes de Doper.
Werk van Domingo Valls bevindt zich onder andere in het Museu Nacional d'Art de Catalunya in Barcelona. In het Stadhuis van Maastricht hangen twee panelen, voorstellende de Dood van Maria en de Genezing van een bezetene (bruiklenen Museum aan het Vrijthof).